# Meg Swansen
Meg Swansen (1942) is een ontwerpster van breipatronen, eigenaar van Schoolhouse Press.
Vanaf 1965 werkte Mag samen met haar moeder, de breipatroonontwerpster Elizabeth Zimmermann. Evenals haar moeder heeft ze het breien populairder gemaakt en is ze een gerespecteerde schrijver en ontwerpster van breipatronen. Swansen schrijft ook een langlopende vaste column in het blad Vogue Knitting genaamd "Meg Swansen on ...", die alles omvat, van de Turkse steek op (herfst 2005) tot kantbreien (lente/zomer 2006).
Swansen heeft een breikamp in Marshfield, Wisconsin. Dit kamp werd in 1974 opgezet door Elizabeth Zimmermann, maar toen deze met pensioen ging nam Meg de organisatie van het evenement over.